# Монтескудайо
Монтескудайо (итал. Montescudaio) — коммуна в Италии, располагается в области Тоскана, в провинции Пиза.
Население составляет 1804 человека (2008 г.), плотность населения составляет 91 чел./км². Занимает площадь 20 км². Почтовый индекс — 56040. Телефонный код — 0586.
Покровительницей коммуны почитается Пресвятая Богородица, Её Успение особо празднуется 15 августа.

## Демография
Динамика населения:

## Администрация коммуны
- Официальный сайт: http://www.comune.montescudaio.pi.it/